# Gizem Güreşen

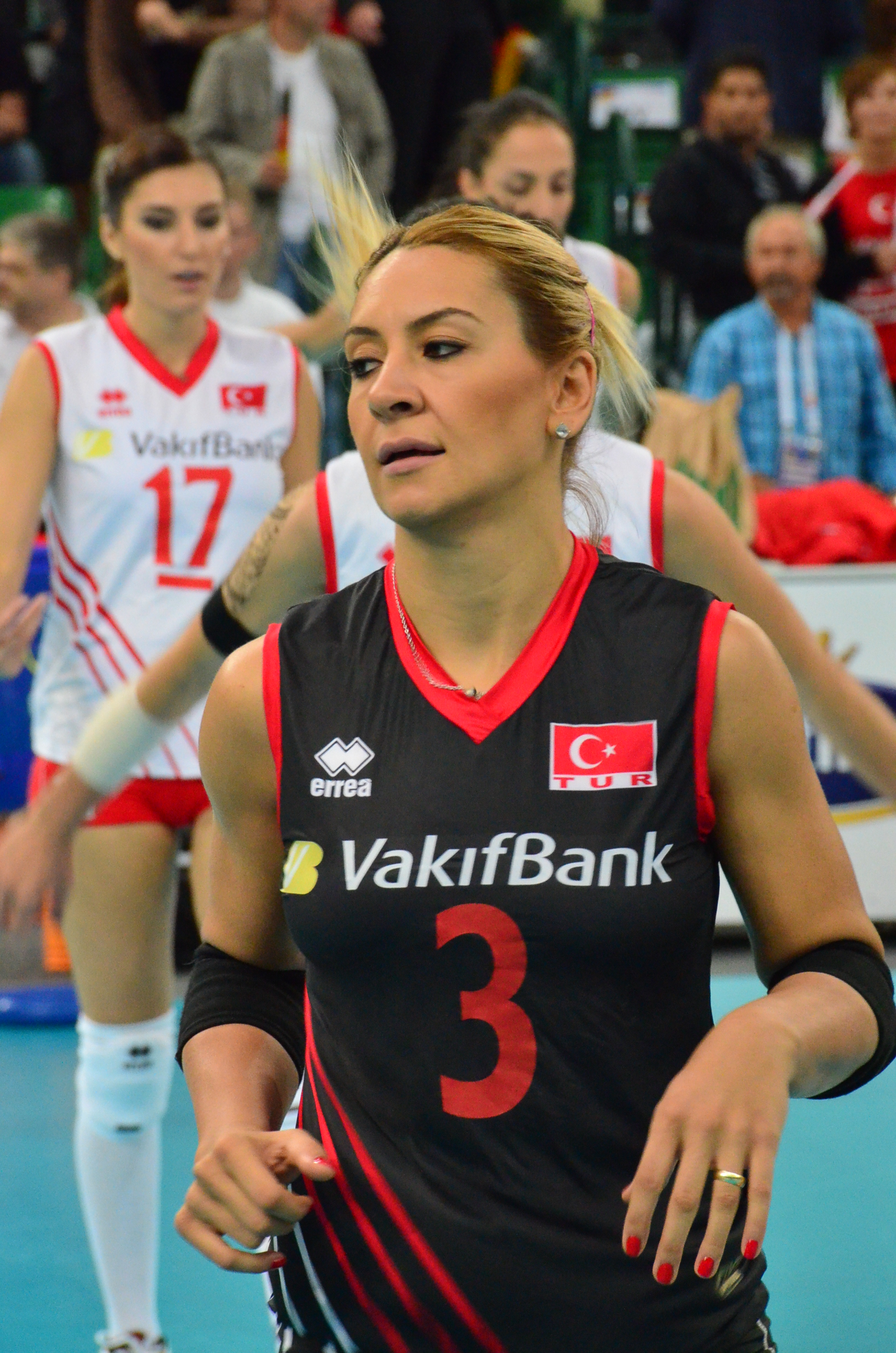
Gizem Güreşen reprezentantką Turcji na Mistrzostwach Europy 2013

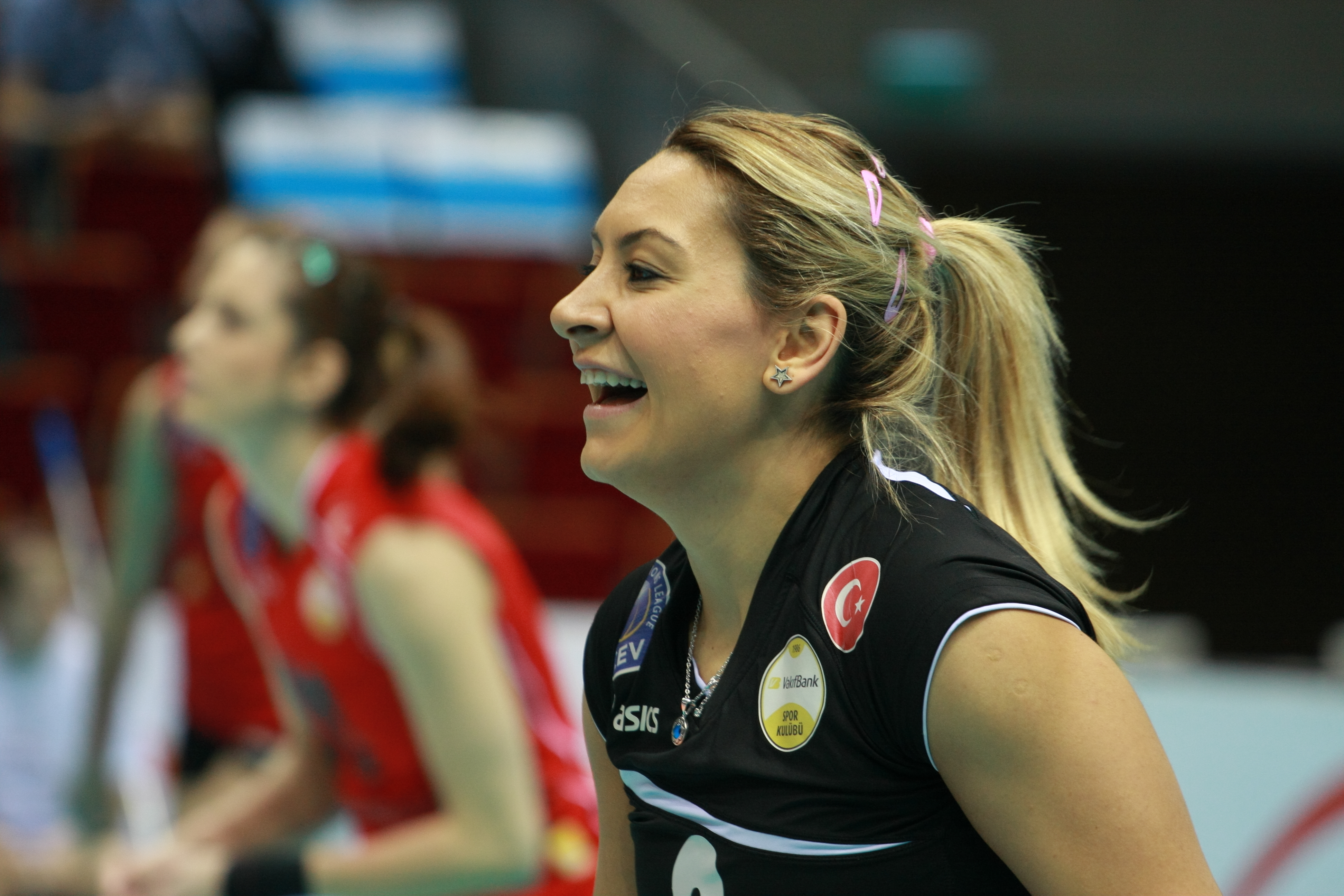
Gizem Güreşen zawodniczką VakifBanku Stambuł w sezonie 2012/2013

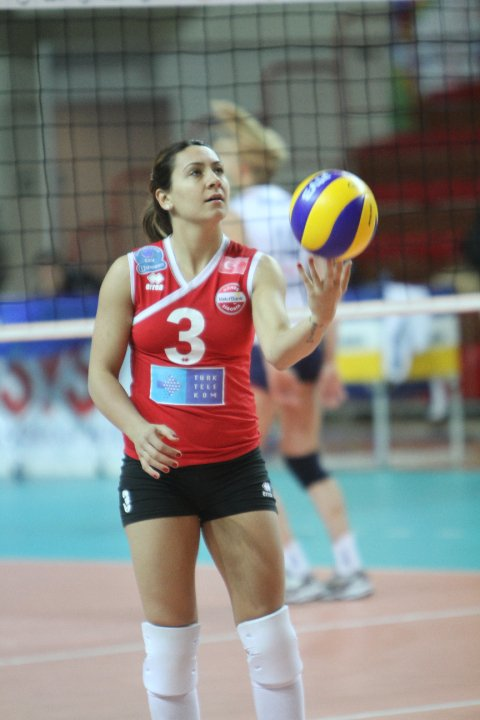
Gizem Güreşen zawodniczką VakifBanku Stambuł w sezonie 2009/2010

Gizem Güreşen (ur. 14 stycznia 1987 w Ankarze) – turecka siatkarka, reprezentantka kraju, grająca na pozycji libero.
Uczestniczka Letnich Igrzysk Olimpijskich 2012 w Londynie.

## Życie prywatne
W maju 2013 roku wyszła za mąż, za Hüseyina Karadayı, z którym rozwiodła się w 2020 roku.

## Przebieg kariery
| Lata                                      | Klub                        |
| ----------------------------------------- | --------------------------- |
| 2005–2007                                 | Türk Telekom Ankara         |
| 2007–2008                                 | Marmaris Belediyespor       |
| 2008–2009                                 | Galatasaray Stambuł         |
| 2009–2015                                 | VakifBank Stambuł           |
| 2015–2016                                 | Fenerbahçe Stambuł          |
| 2016–2017                                 | Voléro Zurych               |
| 2017–2017 (do 12.2017)                    | Bursa Büyükşehir Belediyesi |
| 2017–2023 (od 06.12.2017) (do 22.03.2023) | Galatasaray Stambuł         |
| 2023–                                     | Beşiktaş Stambuł            |

## Sukcesy reprezentacyjne
Igrzyska Śródziemnomorskie:
- 2009

Liga Europejska:
- 2011
- 2010

Mistrzostwa Europy:
- 2011

Grand Prix:
- 2012

Igrzyska Śródziemnomorskie:
- 2013

Volley Masters Montreux:
- 2015

Igrzyska Europejskie:
- 2015

## Sukcesy klubowe
Mistrzostwo Turcji:
- 2013, 2014
- 2010, 2011, 2012, 2015, 2016

Klubowe Mistrzostwa Świata:
- 2013
- 2011
- 2017

Puchar Turcji:
- 2013, 2014

Superpuchar Turcji:
- 2013, 2014, 2015

Liga Mistrzyń:
- 2011, 2013
- 2014
- 2015, 2016

Superpuchar Szwajcarii:
- 2016

Puchar Szwajcarii:
- 2017

Mistrzostwo Szwajcarii:
- 2017

Puchar CEV:
- 2021

## Nagrody indywidualne
- 2011: Najlepsza libero turnieju finałowego Ligi Mistrzyń
- 2011: Najlepsza libero i przyjmująca w finale o Mistrzostwo Turcji
- 2011: Najlepsza libero Ligi Europejskiej
- 2011: Najlepsza libero Klubowych Mistrzostw Świata
- 2013: Najlepsza libero turnieju finałowego Ligi Mistrzyń